# Liste de planètes mineures nommées d'après un lieu
La liste de planètes mineures ci-dessous est organisée par continent.

## Afrique
- (1193) Africa (Afrique)

### Pays d'Afrique
- (1197) Rhodesia (Rhodésie, aujourd'hui Zimbabwe)
- (1213) Algeria (Algérie)
- (1278) Kenya (Kenya)
- (1279) Uganda (Ouganda)
- (1432) Ethiopia (Éthiopie)
- (1638) Ruanda (Rwanda)
- (1718) Namibia (Namibie)
- (1816) Liberia (Libéria)

### Villes d'Afrique
- (790) Pretoria (Prétoria, Afrique du Sud)
- (858) El Djezaïr (Alger)
- (859) Bouzaréah (Bouzareah)
- (260824) Hermanus (Hermanus, Western Cape, Afrqique du Sud)

## Asie
- (67) Asia (Asie)
- (1157) Arabia (Arabie)
- (2169) Taiwan (Taïwan)
- (16563) Ob (rivière d'Asie centrale)
- (27596) Maldives (Maldives)

### Japon
- (498) Tokio (Tokyo)
- (1089) Tama (Tama-gawa à Tokyo)
- (1090) Sumida (Sumida-gawa à Tokyo)
- (1098) Hakone (Hakone, Kanagawa)
- (1584) Fuji (Mont Fuji)
- (2084) Okayama (Okayama)
- (2247) Hiroshima (Hiroshima)
- (3319) Kibi (Kibi)
- (3380) Awaji (Awaji)
- (3720) Hokkaido (Hokkaidō)
- (4157) Izu (Izu, Shizuoka)
- (4578) Kurashiki (Kurashiki)
- (4774) Hobetsu (Hobetsu)
- (5618) Saitama (Saitama)
- (5881) Akashi (Akashi)
- (5908) Aichi (Nagoya)
- (6218) Mizushima (Mizushima)
- (6255) Kuma (Kumakōgen)
- (6879) Hyogo (Hyōgo)
- (7253) Nara (Nara)
- (8120) Kobe (Kobe)
- (8892) Kakogawa (Kakogawa)
- (9782) Edo (Edo)
- (10159) Tokara (Tokara)
- (10163) Onomichi (Onomichi)
- (11612) Obu (Ōbu)
- (17286) Bisei (Bisei)
- (20625) Noto (Noto)
- (48736) Ehime (Ehime)

### Chine
- (1125) Chine (Chine)
- (2045) Pékin (Pékin)
- (2077) Kiangsu (Jiangsu)
- (2078) Nanking (Nankin)
- (2085) Henan (Henan)
- (2162) Anhui (Anhui)
- (2184) Fujian (Fujian)
- (2185) Guangdong (Guangdong)
- (2197) Shanghai (Shanghai)
- (2209) Tianjin (Tianjin)
- (2215) Sichuan (Sichuan)
- (2230) Yunnan (Yunnan)
- (2255) Qinghai (Qinghai)
- (2263) Shaanxi (Shaanxi)
- (2336) Xinjiang (Xinjiang)
- (2344) Xizang (Xizang)
- (2355) Nei Monggol (Mongolie-Intérieure)
- (2380) Heilongjiang (Heilongjiang)
- (2387) Xi'an (Xi'an)
- (2398) Jilin (Jilin)
- (2425) Shenzhen (Shenzhen)
- (2503) Liaoning (Liaoning)
- (2505) Hebei (Hebei)
- (2510) Shandong (Shandong)
- (2514) Taiyuan (Taiyuan)
- (2515) Gansu (Gansu)
- (2539) Ningxia (Ningxia)
- (2547) Hubei (Hubei)
- (2592) Hunan (Hunan)
- (2617) Jiangxi (Jiangxi)
- (2631) Zhejiang (Zhejiang)
- (2632) Guizhou (Guizhou)
- (2655) Guangxi (Guangxi)
- (2693) Yan'an (Yan'an)
- (2719) Suzhou (Suzhou)
- (2729) Urumqi (Urumqi)
- (2743) Chengdu (Chengdu)
- (2778) Tangshan (Tangshan)
- (2789) Foshan (Foshan)
- (2851) Harbin (Harbin)
- (2903) Zhuhai (Zhuhai)
- (3011) Chongqing (Chongqing)
- (3024) Hainan (Hainan)
- (3048) Guangzhou (Guangzhou)
- (3051) Nantong (Nantong)
- (3088) Jinxiuzhonghua (Splendid China Folk Village, parc à thème à Shenzhen)
- (3136) Anshan (Anshan)
- (3139) Shantou (Shantou)
- (3187) Dalian (Dalian)
- (3206) Wuhan (Wuhan)
- (3239) Meizhou (Meizhou)
- (3297) Hong Kong (Hong Kong)
- (3335) Quanzhou (Quanzhou)
- (3494) Purple Mountain (observatoire de la Montagne Pourpre)
- (3613) Kunlun (cordillère du Kunlun)
- (3650) Kunming (Kunming)
- (3729) Yangzhou (Yangzhou)
- (4273) Dunhuang (Dunhuang)
- (7859) Lhasa (Lhassa)
- (8423) Macao (Macao)
- (12418) Tongling (Anhui)
- (12757) Yangtze (Yangzi Jiang)
- (15001) Fuzhou (Fuzhou)
- (110297) Yellowriver (fleuve Jaune)

### Indonésie
- (536) Merapi (Marapi, Sumatra occidental)
- (732) Tjilaki (Cilaki River, Java occidental)
- (754) Malabar (Malabar, Java occidental)
- (770) Bali (Bali)
- (772) Tanete (Tanete, Célèbes)
- (85047) Krakatau (Krakatoa, une île volcanique située dans le détroit de la Sonde, entre Java et Sumatra)
- (118102) Rinjani (mont Rinjani, Lombok, petites îles de la Sonde occidentales)

### Corée
- (12252) Gwangju (Gwangju)
- (34666) Bohyunsan (Bohyeon Mountain)

### Moyen-Orient
- (13128) Aleppo (Alep, Syrie)
- (13131) Palmyra (Palmyre, Syrie)

### Philippine
- (13513) Manila (Manille, capitale des Philippines)
- (134346) Pinatubo (Pinatubo, volcan de Luçon aux Philippines)

### Vietnam
- (7816) Hanoi (Hanoï)

### Russie et ancienne Union soviétique (Asie)
- (780) Armenia (Arménie)
- (1094) Siberia (Sibérie, Russie)
- (2120) Tyumenia (oblast de Tioumen, Russie)
- (2140) Kemerovo (Kemerovo, RSFS de Russie, aujourd'hui Russie)
- (2297) Daghestan (Daghestan, Russie)
- (2566) Kirghizia (RSS kirghize, aujourd'hui Kirghizistan)
- (2584) Turkmenia (RSS turkmène, aujourd'hui Turkménistan)
- (2698) Azerbajdzhan (Azerbaïdjan)
- (2700) Baikonur (cosmodrome de Baïkonour, Kazakhstan)
- (5471) Tunguska (Toungouska, Russie)
- (210271) Samarkand (Samarcande, l'ancienne cité d'Ouzbékistan)

## Europe
- (257) Silesia (Silésie)
- (1381) Danubia (River Danube)
- (1391) Carelia (Carélie)
- (2206) Gabrova (Gabrovo, Bulgarie)
- (2236) Austrasia (Austrasie, région historique de l'Ouest de l'Allemagne à l'Est de la France)
- (3933) Portugal (Portugal)
- (7671) Albis (nom latin de l'Elbe)
- (8020) Erzgebirge (nom allemand des monts Métallifères)
- (11870) Sverige (Sverige, nom suédois pour la Suède)
- (11871) Norge (Norge, nom Bokmål pour la Norvège)
- (22618) Silva Nortica (Silva Nortica, a region at the border of Austria and the Czech Republic)

### États baltes(Estonie,Lettonie,Lituanie)
- (1284) Latvia (Lettonie)
- (1541) Estonia (Estonie)
- (1796) Riga (Riga, Lettonie)
- (2577) Litva (Lituanie)
- (3072) Vilnius (Vilnius, Lituanie)
- (4163) Saaremaa (Saaremaa, Estonie)
- (4227) Kaali (cratère de Kaali, Estonie)
- (13995) Tõravere (Tõravere, Estonie)
- (23617) Duna (Riga, Lettonie)
- (24709) Mitau (Jelgava, Lettonie)
- (24794) Kurland (Courlande, Lettonie)
- (35618) Tartu (Tartu, Estonie)
- (37623) Valmiera (Valmiera, Lettonie)
- (73059) Kaunas (Kaunas, Lituanie)
- (274084) Baldone (Baldone, Lettonie)

### Benelux (Belgique,Pays-Bas,Luxembourg)
- (30835) Waterloo (Waterloo, Belgique)

### République tchèque
- (371) Bohemia (Bohême)
- (1901) Moravia (Moravie)
- (1942) Jablunka (Jablůnka)
- (2080) Jihlava (Jihlava)
- (2081) Sázava (Sázava)
- (2123) Vltava (Vltava River)
- (2199) Kleť (Kleť, un mont et son observatoire, lieu de découverte)
- (2321) Lužnice (Lužnice, une rivière)
- (2337) Boubín (Boubín, une montagne)
- (2367) Praha (Prague)
- (2390) Nežárka (Nežárka River)
- (2403) Šumava (Šumava)
- (2524) Budovicium (nom latin de České Budějovice)
- (2599) Veselí (Veselí)
- (2613) Plzeň (Plzeň)
- (2672) Písek (Písek)
- (2747) Český Krumlov (Český Krumlov)
- (2811) Střemchoví (Střemchoví, lieu de découverte)
- (2889) Brno (Brno)
- (3137) Horky (Horký, a hill)
- (3735) Třeboň (Třeboň)
- (4054) Turnov (Turnov)
- (4249) Křemže (Křemže)
- (4277) Holubov (Holubov)
- (4405) Otava (Otava)
- (4408) Zlatá Koruna (Zlatá Koruna)
- (4610) Kájov (Kájov)
- (4698) Jizera (Jizera)
- (4702) Berounka (Berounka)
- (4801) Ohře (rivière Ohře)
- (4823) Libenice (Libenice)
- (4824) Stradonice (Stradonice)
- (5894) Telč (Telč)
- (6060) Doudleby (Doudleby)
- (6064) Holašovice (Holašovice)
- (6802) Černovice (Černovice)
- (7118) Kuklov (Kuklov)
- (7204) Ondřejov (Ondřejov)
- (7440) Závist (Závist)
- (7498) Blaník (Blaník, une montagne)
- (7532) Pelhřimov (Pelhřimov)
- (7669) Malše (Malše River)
- (7694) Krasetín (Krasetín)
- (7711) Říp (Říp)
- (8554) Gabreta (nom ancient pour la forêt de Bohême)
- (9711) Želetava (Želetava)
- (9884) Příbram (Příbram)
- (11128) Ostravia (nom latin d'Ostrava)
- (11134) České Budějovice (České Budějovice)
- (11163) Milešovka (Milešovka, une montagne)
- (11167) Kunžak (Kunžak)
- (11339) Orlík (Orlík, un château et un barrage)
- (11656) Lipno (Lipno Dam)
- (12406) Zvíkov (Zvíkov Castle)
- (12468) Zachotín (Zachotín)
- (12833) Kamenný Újezd (Kamenný Újezd)
- (13804) Hrazany (Hrazany)
- (14537) Týn nad Vltavou (Týn nad Vltavou)
- (14974) Počátky (Počátky)
- (15890) Prachatice (Prachatice)
- (15960) Hluboká (Hluboká nad Vltavou, un château)
- (16801) Petřínpragensis (Petřín, une colline à Prague)
- (17600) Dobřichovice (Dobřichovice)
- (17607) Táborsko (Táborsko, un district tchèque)
- (18497) Nevězice (Nevězice)
- (18531) Strakonice (Strakonice)
- (20254) Úpice (Úpice)
- (20964) Mons Naklethi (ancien nom de la montagne Kleť)
- (21257) Jižní Čechy (Jižní Čechy, français : Bohême-du-Sud, une région de la République tchèque)
- (21290) Vydra (Vydra)
- (21873) Jindřichůvhradec (Jindřichův Hradec)
- (22450) Nové Hrady (Nové Hrady)
- (24837) Mšecké Žehrovice (Mšecké Žehrovice)
- (24838) Abilunon (Abilunon, nom d'une ville disparue)
- (26328) Litomyšl (Litomyšl)
- (26971) Sezimovo Ústí (Sezimovo Ústí)
- (27079) Vsetín (Vsetín)
- (27088) Valmez (Valašské Meziříčí)
- (30564) Olomouc (Olomouc)
- (31650) Frýdek-Místek (Frýdek-Místek)
- (31232) Slavonice (Slavonice)
- (31238) Kroměříž (Kroměříž)
- (40206) Lhenice (Lhenice)
- (43954) Chýnov (Chýnov)
- (47294) Blanský les (Blanský les, highlands)
- (49448) Macocha (Macocha Gorge)
- (61208) Stonařov (Stonařov)
- (68779) Schöninger (ancien nom pour la montagne Kleť)
- (159743) Kluk (Kluk, une colline chèque proche de la montagne Kleť)

### Danemark
- (13586) Copenhagen (Copenhague, Danemark)

### Europe de l'Est
- (183) Istria (Istrie, Croatie)
- (434) Hungaria (Hongrie)
- (589) Croatia (Croatie)
- (1160) Illyria (Illyrie, Croatie)
- (1537) Transylvania (Transylvanie, Roumanie)
- (1989) Tatry (La chaîne des Tatras)
- (2315) Czechoslovakia (Tchécoslovaquie, aujourd'hui République tchèque et Slovaquie)
- (2575) Bulgaria (Bulgarie)
- (9674) Slovenija (Slovénie)
- (12123) Pazin (Pazin, Croatie)
- (12124) Hvar (Hvar, Croatie)
- (13121) Tisza (Tisza, affluent du Danube)
- (38674) Těšínsko (Těšínsko, région au Sud-Est de la Silésie, aujourd'hui en République tchèque et en Pologne
- (178267) Sarajevo (Sarajevo, capitale et plus grande ville de Bosnie-Herzégovine)
- (187700) Zagreb (Zagreb, Croatie)

### Finlande
- (1460) Haltia (Halti)
- (1471) Tornio (Tornio)
- (1472) Muonio (Muonio)
- (1473) Ounas (Ounastunturi)
- (1488) Aura (fleuve Aura)
- (1494) Savo (Savonie)
- (1495) Helsinki (Helsinki)
- (1496) Turku (Turku)
- (1497) Tampere (Tampere)
- (1498) Lahti (Lahti)
- (1499) Pori (Pori)
- (1500) Jyväskylä (Jyväskylä)
- (1503) Kuopio (Kuopio)
- (1504) Lappeenranta (Lappeenranta)
- (1507) Vaasa (Vaasa)
- (1518) Rovaniemi (Rovaniemi)
- (1519) Kajaani (Kajaani)
- (1520) Imatra (Imatra)
- (1521) Seinäjoki (Seinäjoki)
- (1522) Kokkola (Kokkola)
- (1523) Pieksämäki (Pieksämäki)
- (1524) Joensuu (Joensuu)
- (1525) Savonlinna (Savonlinna)
- (1526) Mikkeli (Mikkeli)
- (1532) Inari (Lac Inari)
- (1533) Saimaa (Lac Saimaa)
- (1534) Näsi (Näsijärvi)
- (1535) Päijänne (Päijänne)
- (1536) Pielinen (Pielinen)
- (1656) Suomi (Finlande)
- (1659) Punkaharju (Punkaharju)
- (1757) Porvoo (Porvoo)
- (1758) Naantali (Naantali)
- (1882) Rauma (Rauma)
- (1883) Rimito (Rimito)
- (1928) Summa (Summa)
- (1929) Kollaa (Kollaa)
- (2291) Kevo (Kevo)
- (2292) Seili (Seili)
- (2299) Hanko (Hanko)
- (2397) Lappajärvi (Lappajärvi)
- (2479) Sodankylä (Sodankylä)
- (2501) Lohja (Lohja)
- (2512) Tavastia (Tavastia)
- (2535) Hämeenlinna (Hämeenlinna)
- (2678) Aavasaksa (Aavasaksa)
- (2679) Kittisvaara (Kittisvaara)
- (2733) Hamina (Hamina)
- (2737) Kotka (Kotka)
- (2750) Loviisa (Loviisa)
- (2774) Tenojoki (Tenojoki)
- (2820) Iisalmi (Iisalmi)
- (2840) Kallavesi (Kallavesi)
- (2841) Puijo (Puijo)

### France
- (20) Massalia (ancien nom de Marseille)
- (21) Lutetia (ancien nom de Paris)
- (138) Tolosa (ancien nom de Toulouse)
- (1918) Aiguillon (Aiguillon, Lot-et-Garonne)
- (4690) Strasbourg (Strasbourg)
- (6268) Versailles (Versailles)
- (8371) Goven (Goven)
- (8687) Caussols (Caussols)
- (8826) Corneville (Corneville-sur-Risle)
- (9381) Lyon (Lyon)
- (9385) Avignon (Avignon)
- (9392) Cavaillon (Cavaillon)
- (12281) Chaumont (Chaumont)
- (100033) Taizé (Taizé)
- (326732) Nice (Nice)[1]

### Allemagne
- (241) Germania (Allemagne)

Villes et métropoles:
- (325) Heidelberga (Heidelberg)
- (386) Siegena (Siegen)
- (526) Jena (Iéna)
- (449) Hamburga (Hambourg)
- (811) Nauheima (Bad Nauheim)
- (2424) Tautenburg (Tautenburg)
- (3539) Weimar (Weimar)
- (5199) Dortmund (Dortmund)
- (5816) Potsdam (Potsdam)
- (5820) Babelsberg (Babelsberg)
- (9336) Altenburg (Altenbourg)
- (10114) Greifswald (Greifswald)
- (10746) Mühlhausen (Mühlhausen)
- (10774) Eisenach (Eisenach)
- (10775) Leipzig (Leipzig)
- (10801) Lüneburg (Lunebourg)
- (52334) Oberammergau (Oberammergau)
- (149884) Radebeul (Radebeul)
- (204852) Frankfurt (Francfort)
- (241418) Darmstadt (Darmstadt, Hesse)
- (295565) Hannover (Hanovre)
- (301061) Egelsbach (Egelsbach)
- (301394) Bensheim (Bensheim)
- (405207) Konstanz (Constance)

Régions :
- (301) Bavaria (Bavière)
- (418) Alemannia (Alémanie)
- (930) Westphalia (Westphalie)
- (5616) Vogtland
- (5628) Preussen
- (5846) Hessen
- (5866) Sachsen
- (5904) Württemberg
- (6068) Brandenburg
- (6070) Rheinland
- (6099) Saarland
- (6120) Anhalt
- (6124) Mecklembourg
- (6209) Schwaben
- (6293) Oberpfalz
- (6305) Helgoland
- (6320) Bremen
- (6332) Vorarlberg
- (6396) Schleswig
- (6402) Holstein
- (21074) Rügen
- (22322) Bodensee

### Grèce
- (582) Olympia (Olympie)
- (1119) Euboea (Eubée)
- (1138) Attica (Attique)
- (1142) Aetolia (Étolie)
- (1150) Achaia (Achaïe)
- (1151) Ithaka (Ithaque)
- (1161) Thessalia (Thessalie)
- (4356) Marathon (Marathon)
- (4357) Korinthos (Corinthe)

### Hongrie
- (434) Hungaria
- (908) Buda (Buda)
- (2242) Balaton (Lac Balaton)
- (3103) Eger (Eger)
- (28196) Szeged (Szeged)
- (82071) Debrecen (Debrecen)
- (107052) Aquincum (Aquincum)
- (129259) Tapolca (Tapolca)
- (157141) Sopron (Sopron)

### Islande
- (39529) Vatnajökull (Vatnajökull (Glacier of Lakes), the largest glacier in Iceland)

### Italie
- (472) Roma (Rome)
- (477) Italia (Italie)
- (487) Venetia (Venise)
- (704) Interamnia (Teramo)
- (1191) Alfaterna (Nocera Inferiore, previously called Nuceria Alfaterna)
- (2601) Bologna (Bologne)
- (4335) Verona (Vérone)
- (4464) Vulcano (Vulcano, Italie)
- (4695) Mediolanum (nom latin de Milan)
- (10001) Palerme (Palerme, capitale de la Sicile)
- (11249) Etna (Etna, Sicile)
- (14486) Tuscia (the ancient name of Toscane, region in central Italy)

### Pays-Bas
- (1052) Belgica (Belgique)
- (1132) Hollandia (Hollande)
- (1133) Lugduna (Leyde, Pays-Bas)
- (1276) Ucclia (Uccle, Belgique)
- (1294) Antwerpia (Anvers, Belgique)
- (1336) Zeelandia (Zélande, Pays-Bas)
- (2713) Luxembourg (Luxembourg)
- (9471) Ostend (Ostende, Belgique)
- (9472) Bruges (Bruges, Belgique)
- (9473) Ghent (Gand, Belgique)

### Pologne
- (1112) Polonia (Pologne)

- (1352) Wawel (Wawel - Cracovie)
- (16689) Vistula (nom latin de la Vistule)

Villes :
- (690) Wratislavia (nom latin de Wrocław)
- (764) Gedania (nom latin de Gdańsk)
- (1110) Jaroslawa (Paul Herget The Names of the Minor Planets Jarosław?)
- (1263) Varsavia (nom latin de Varsovie)
- (1419) Danzig (nom allemand de Gdańsk)
- (1572) Posnania (nom latin de Poznań)
- (12999) Toruń (Toruń)
- (19981) Bialystock (Białystok)
- (46977) Krakow (Cracovie)

Régions:
- (257) Silesia (Silésie)
- (38674) Těšínsko (Těšínsko, région au Sud-Est de la Silésie, aujourd'hui en République tchèque et en Pologne)

### Russie et ancienne Union soviétique (Europe)
- (232) Russia (Russie)
- (787) Moskva (Moscou, Russie)
- (951) Gaspra (Gaspra, Ukraine)
- (1140) Crimea (Crimée, Ukraine)
- (1146) Biarmia (Biarmie, région historique au Nord de la Russie)
- (1147) Stavropolis (Stavropol, Russie)
- (1149) Volga (Volga)
- (1284) Latvia (Lettonie)
- (1479) Inkeri (Ingria)
- (1480) Aunus (Olonets, Russie)
- (1541) Estonia (Estonie)
- (2046) Leningrad (Leningrad, aujourd'hui Saint-Pétersbourg)
- (2121) Sevastopol (Sébastopol, Ukraine)
- (2141) Simferopol (Simferopol, Ukraine)
- (2170) Byelorussia (Biélorussie)
- (2171) Kiev (Kiev, Ukraine)
- (2250) Stalingrad (Stalingrad, aujourd'hui Volgograd)
- (2258) Viipuri (Vyborg, Russie)
- (2419) Moldavia (Moldavie)
- (2577) Litva (Lituanie)
- (2606) Odessa (Odessa, Ukraine)
- (2699) Kalinin (Kalinin, aujourd'hui Tver, Russie)
- (2922) Dikan'ka (Dykanka, Ukraine)
- (2983) Poltava (Poltava, Ukraine)
- (3012) Minsk (Minsk, Belarus)
- (3072) Vilnius (Vilnius, Lituanie)
- (3799) Novgorod (Veliky Novgorod, Russie)
- (4163) Saaremaa (Saaremaa, Estonie)
- (4227) Kaali (Cratère de Kaali, Estonie)
- (73059) Kaunas (Kaunas, Lituanie)
- (160013) Elbrus (Elbrouz, le plus haut sommet du Caucase en Russie)

### Scandinavie
- (2191) Uppsala (Uppsala et université d'Uppsala, Suède)
- (2676) Aarhus (Århus, Danemark)
- (6795) Örnsköldsvik (Örnsköldsvik, Suède)
- (6796) Sundsvall (Sundsvall, Suède)
- (6797) Östersund (Östersund, Suède)
- (10549) Helsingborg (Helsingborg, Suède)
- (10550) Malmö (Malmö, Suède)
- (10551) Göteborg (Göteborg, Suède)
- (10552) Stockholm (Stockholm, Suède)

### Slovaquie
- (1807) Slovakia (Slovaquie)
- (4018) Bratislava (Bratislava)
- (9543) Nitra (Nitra)
- (11118) Modra (Modra)
- (20495) Rimavská Sobota (Rimavská Sobota)
- (22185) Štiavnica (Banská Štiavnica)
- (24260) Kriváň (Kriváň, une montagne)
- (25384) Partizánske (Partizánske)
- (59419) Prešov (Prešov)

### Espagne
- (804) Hispania
- (945) Barcelona (Barcelone)
- (1159) Granada (Grenade)
- (9453) Mallorca (Majorque)
- (14967) Madrid (Madrid)
- (13260) Sabadell (Barcelone)
- (99193) Obsfabra (observatoire Fabra à Barcelone)
- (321024) Gijon (Gijon)

### Suisse

#### Villes et villages
- (1938) Lausanna (Lausanne)
- (1935) Lucerna (Lucerne)
- (1936) Lugano (Lugano)
- (1937) Locarno (Locarno)
- (1775) Zimmerwald (Zimmerwald)
- (13025) Zürich (Zurich)

#### Régions (cantons)
- (1768) Appenzella (Appenzell)
- (1687) Glarona (Glaris)

### Turquie
- (25) Phocaea (Foça)
- (1174) Marmara (mer de Marmara)
- (96205) Ararat (mont Ararat)

### Royaume-Uni
- (2830) Greenwich (Greenwich)
- (5805) Glasgow (Glasgow)
- (7603) Salopia (Shropshire)
- (8837) London (Londres)
- (8849) Brighton (Brighton)
- (11626) Church Stretton (Church Stretton)

## Amérique du Nord

### Canada
- (6714) Montréal (Montréal, Québec)
- (35165) Québec (Québec, Québec, Canada)
- (96192) Calgary (Calgary, Alberta)
- (96193) Edmonton (Edmonton, Alberta)
- (176710) Banff (Banff, Alberta)
- (176711) Canmore (Canmore, Alberta)

### États-Unis
- (334) Chicago (Chicago)
- (341) California (Californie)
- (484) Pittsburghia (Pittsburgh, Pennsylvanie)
- (508) Princetonia (université de Princeton)
- (516) Amherstia (Amherst College, Massachusetts)
- (581) Tauntonia (Taunton, Massachusetts)
- (691) Lehigh (université Lehigh, Pennsylvanie)
- (716) Berkeley (Berkeley, Californie)
- (736) Harvard (université Harvard)
- (793) Arizona (Arizona)
- (916) America (États-Unis)
- (1345) Potomac (Potomac)
- (1602) Indiana (Indiana)
- (2118) Flagstaff (Flagstaff, Arizona)
- (2322) Kitt Peak (Kitt Peak, Arizona)
- (3031) Houston (Houston, Texas)
- (3043) San Diego (San Diego, Californie)
- (3512) Eriepa (Érié, Pennsylvanie)
- (6216) San Jose (San José, Californie)
- (7041) Nantucket (Nantucket, Massachusetts)
- (10195) Nebraska (Nebraska)
- (10379) Lake Placid (Lake Placid, New York)
- (12382) Niagara Falls (chutes du Niagara)
- (19148) Alaska (Alaska)
- (26715) South Dakota (Dakota du Sud)
- (32570) Peruindiana (Peru, Indiana)
- (35352) Texas (Texas)
- (49272) Bryce Canyon (parc national de Bryce Canyon, Utah)
- (58221) Boston (Boston, Massachusetts)
- (82332) Las Vegas (Las Vegas, Nevada)
- (114703) North Dakota (Dakota du Nord)
- (397279) Bloomsburg (Bloomsburg, Pennsylvanie)

### Mexique
- (6035) Citlaltépetl (Citlaltépetl, volcan dormant sur la plus haute montagne (5 636 m) du Mexique)
- (10799) Yucatán (Yucatán, Mexique)

## Amérique du Sud et Amérique centrale
- (293) Brasilia (Brésil)
- (469) Argentina (Argentine)
- (1008) La Paz (La Paz)
- (1029) La Plata (La Plata)
- (1042) Amazone (fleuve Amazone)
- (4337) Arecibo (observatoire d'Arecibo, Porto Rico)
- (8277) Machu-Picchu (Machu Picchu, Pérou)
- (8279) Cuzco (Cusco, Pérou)
- (9357) Venezuela (Venezuela)
- (10071) Paraguay (Paraguay)
- (10072) Uruguay (Uruguay)
- (10797) Guatemala (Guatemala)
- (10866) Peru (Pérou)
- (10867) Lima (Lima, Pérou)
- (11334) Rio de Janeiro (Rio de Janeiro, Brésil)
- (11335) Santiago (Santiago, Chili)
- (11908) Nicaragua (Nicaragua)
- (12325) Bogota (Bogotá, Colombie)
- (13509) Guayaquil (Guayaquil, Équateur)
- (29160) São Paulo (São Paulo, Brésil)
- (366272) Medellin (Medellin, Colombie)

## Océanie
- (3563) Canterbury (Canterbury, Nouvelle-Zélande)
- (8088) Australia (Australie)
- (11304) Cowra (Cowra, Nouvelle-Galles du Sud, Australie)
- (40227) Tahiti (Tahiti, l'île de Polynésie française la plus grande)
- (48575) Hawaii (Hawaï)
- (81203) Polynesia (Polynésie française)
- (88292) Bora-Bora (Bora-Bora)
- (171183) Haleakala (Haleakala, volcan sur l'île de Maui)
- (188534) Mauna Kea (Mauna Kea, volcan sur l'île d'Hawaï)
- (221465) Rapa Nui (Rapa Nui, nom de l'île de Pâques dans la culture polynésienne Rapa Nui)
- (336698) Melbourne (Melbourne)

## Régions polaires
- (1031) Arctica (Arctique)
- (2404) Antarctica (Antarctique)

## Lieux fictifs
- (279) Thule (Thulé)
- (1198) Atlantis (Atlantide)
- (1282) Utopia (Utopia)
- (1309) Hyperborea (Hyperborée)
- (1819) Laputa, (L'île volante Laputa dans Les Voyages de Gulliver)
- (2149) Schwambraniya, (Pays imaginé par deux enfants dans Le Voyage imaginaire)
- (2952) Lilliputia (Lilliput, dans Les Voyages de Gulliver)
- (2998) Berendeya, (Pays enchanté dans l'opéra "Snégourotchka" de Rimski-Korsakov
- (4188) Kitezh, (Kitej, ville russe légendaire)
- (5405) Neverland (L'île de Peter Pan)
- (9500) Camelot (Camelot, château du Roi Arthur)
- (12374) Rakhat (Planète de science-fiction dans Le Moineau de Dieu)
- (46610) Bésixdouze (L'astéroïde B 612 du Petit Prince)
- (113405) Itomori (Ville fictive décrite dans le dessin animé "Your Name")
- (155142) Tenagra (Une île dans la série "Star Trek")